# Molnár András (operaénekes)
Molnár András (Budapest, 1948. december 8. –) Kossuth-díjas és Liszt Ferenc-díjas magyar operaénekes (tenor), a Halhatatlanok Társulatának örökös tagja.

## Életpályája
1955–1960 között a Magyar Rádió Gyermekkarának volt tagja. Zenei karrierje ezután megszakadt egy időre; 1967–1977 között esztergályosként dolgozott. 1976-ban azonban komolyan kezdett foglalkozni az énektanulással: magánúton Kaposy Margit növendéke volt 1979-ig. 1977–1979 között a Rádió és a Tv énekkarának tagja lett. Az operaház 1979-ben szerződtette, 1999 óta örökös tagja. 1980-ban első díjat nyert a trevisói Toti Dal Mone énekversenyen.

### Munkássága
Erkel Ferenc Hunyadi László című operájában debütált. Két kortárs magyar opera ősbemutatóján működött közre: 1985-ben Bozay Attila Csongor és Tündéjében ő énekelte Csongort, majd 1987-ben ő volt Manolisz pásztor Szokolay Sándor Ecce homo-jában. Külföldön vendégszerepelt Berlinben, Drezdában, Londonban, Zürichben, Barcelonában és a Bayreuthi Ünnepi Játékokon. Operai működése mellett rendszeresen fellép a hangversenydobogón is, oratóriumok szólistájaként.

## Családja
Szülei: Molnár Imre (1910–1998) és Németh Olga (1913–1994) voltak. 1975-ben házasságot kötött Todorán Csillával. Három gyermekük született: Kristóf (1976), Anikó (1979) és Dávid (1985).

## Színházi szerepei
A Színházi Adattárban regisztrált bemutatóinak száma: 54.
| - Giuseppe Verdi: Don Carlos....Lerma gróf; Don Carlos - Giuseppe Verdi: Ernani....Ernani - Giuseppe Verdi: Aida....Hírhozó; Radames - Wolfgang Amadeus Mozart: A varázsfuvola....Tamino - Puccini: A köpeny....Szerelmes pár egyik tagja - Giuseppe Verdi: A végzet hatalma....Alvaro - Georges Bizet: Carmen....Don José - Wagner: Lohegrin....Lohengrin - Haydn: A patikus....Mengone - Richard Wagner: Parsifal....Parsifal - Giacomo Puccini: Pillangókisasszony....Pinkerton F. B. - Puccini: Az igazi örökös....Il Conte - Bozay András: Csongor és Tünde....Csongor - Ludwig van Beethoven: Fidelio....Florestan - Richard Wagner: A nürnbergi mesterdalnokok....Stolzingi Walter ifjú frank lovag - Szokolay Sándor: Ecce homo....Manoliosz - Lloyd Webber: Requiem....Tenor - Richard Wagner: Trisztán és Izolda....Trisztán - Respighi: A láng....Donello - Erkel Ferenc: Hunyadi László....Hunyadi László - Wagner: Tannhauser....Tannhäuser - Mozart: Titus kegyelme....Titus - Alban Berg: Wozzeck....Tamburmajor | - Erkel Ferenc: Bánk bán....Bánk bán - Richard Wagner: A walkür....Siegmund - Richard Wagner: Siegfried....Siegfried - Mascagni: Parasztbecsület....Turiddu - Kókai Rezső: István király....István király - Richard Wagner: Az istenek alkonya....Siegfried - Britten: Peter Grimes....Peter Grimes - Faragó Béla: East Side Story.... - Saint-Saens: Sámson és Delila....Sámson - Leoncavallo: Bajazzók....Canio |

## Díjai
- Székely Mihály-emlékplakett (1983)
- Liszt Ferenc-díj (1984)
- Érdemes művész (1989)
- Erzsébet-díj (1993)
- Kossuth-díj (1994)
- A Magyar Állami Operaház örökös tagja (1999)
- Örökös tag a Halhatatlanok Társulatában (2003)
- A Magyar Állami Operaház Mesterművésze (2008)